# Joseph-Alfred Mousseau

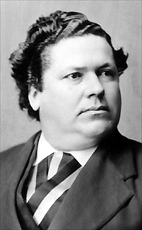
Joseph-Alfred Mousseau

Joseph-Alfred Mousseau, PC, QC (* 17. Juli 1837 in Sainte-Geneviève-de-Berthier; † 30. März 1886 in Montreal) war ein kanadischer Politiker. Er war der sechste Premierminister der Provinz Québec und regierte vom 31. Juli 1882 bis zum 23. Januar 1884. Während dieser Zeit hatte er auch den Vorsitz der Parti conservateur du Québec inne. Zuvor war er von 1874 bis 1882 für die Konservative Partei Kanadas Abgeordneter im Unterhaus gewesen und gehörte knapp zwei Jahre dem Bundeskabinett von John Macdonald an.

## Biografie
Mousseau besuchte die Académie de Berthier und ging anschließend nach Montreal, um Jura zu studieren. 1860 erhielt er die Zulassung als Rechtsanwalt. Zwei Jahre später heiratete er Hersélie Desrosiers; aus der Ehe gingen elf Kinder hervor. Im Jahr 1873 wurde er darüber hinaus zum Kronanwalt ernannt. Mousseau war 20 Jahre in einer Kanzlei tätig, in der er Partner seines Vorgängers als Premier Joseph-Adolphe Chapleau war, bis dieser die Kanzlei verließ. Er bearbeitete während dieser Zeit sowohl zivil- als auch strafrechtliche Fälle. Des Weiteren war er Journalist, Autor und in einem parteiübergreifenden Kreis junger Intellektueller aktiv. Dieser Kreis versuchte sich in siedlungsbezogenen Themen, die von einer kurz zuvor gegründeten, letztendlich jedoch kurzlebigen Zeitung publiziert wurden.
1870 wagte Mousseau mit zwei Mitstreitern die Gründung der neuen Wochenzeitung L’Opinion publique in Montreal, in der er u. a. regelmäßig Kolumnen zur internationalen Politik beisteuerte. Nach einer Hochphase kam es aufgrund interner Spannungen zum Niedergang des Blattes. Als Autor veröffentlichte Mousseau zwei größere politische Abhandlungen: Erstere behandelte zwei Protagonisten der Rebellion von 1838. In der zweiten, die kurz nach der Gründung des Bundesstaates im Jahr 1867 veröffentlicht wurde, verteidigte er dessen Formierung mit der Begründung, dass dieser ein solides Fundament bilde, gegen seine Gegner.
Mousseau trat als Kandidat der Konservativen zur Unterhauswahl 1874 an und versuchte sich die Unterstützung einiger gemäßigter Liberaler zu sichern. Er gewann knapp im Wahlbezirk Bagot, spielte aber anschließend im Parlament zunächst eine untergeordnete Rolle, zumal die Konservativen sich nun als Opposition wiederfanden. Einige Punkte waren noch offengeblieben, beispielsweise die Schaffung des Obersten Gerichtshofes von Kanada, eine Generalamnestie nach den Aufständen in den Nordwest-Territorien sowie nach Konfessionen getrennte Schulen in New Brunswick. Diese Fragen gaben dem frankokanadischen Nationalismus Auftrieb, den Mousseau entsprechend im Parlament vertrat.
Mousseau unterstützte den Vorstoß eines Liberalen, die Befugnisse des Obersten Gerichtshofes auf die föderale Ebene zu beschränken und somit von Québec fernzuhalten, dies wurde in einer Abstimmung jedoch deutlich abgelehnt. Er erwartete daraufhin eine Spaltung der Liberalen Partei, deren Parteidisziplin dies jedoch verhinderte. Bei der Resolution zu den Aufständen in den Nordwest-Territorien forderte er eine volle Amnestie für drei der Anführer anstatt der vorgesehenen fünfjährigen Verbannung, konnte hierzu jedoch nur die Unterstützung 23 konservativer Abgeordneter von Québec sichern, die erhoffte Unterstützung einiger Liberaler dieser Provinz blieb aus. Die Sicherung katholischer Minderheitenrechte im Schulwesen New Brunswicks wurde mit Hinweis auf die Autonomie der Provinz abgewiesen. Ideologisch fest verankert in Provinzbelangen, nahm Mousseau aufgrund des Freihandelscredos der regierenden Liberalen widerwillig protektionistische Maßnahmen in sein Denken auf.
Bei der Unterhauswahl 1878 gelang Mousseau die Wiederwahl. Er galt als möglicher Anwärter für einen Ministerposten, war hier jedoch weniger ehrgeizig, sondern eher mit dem Wirbel um die Ablösung des Québecer Premiers Charles-Eugène Boucher de Boucherville durch den Vizegouverneur Luc Letellier de Saint-Just beschäftigt. Die Konservativen machten nun im Bundesparlament Druck, um wegen dieser von ihnen als unrechtmäßig empfundenen Absetzung im Gegenzug Saint-Justs Abberufung zu erreichen. Es war Mousseau, der mit einem Misstrauensantrag gegen Saint-Just den Stein zu dessen später tatsächlich erfolgten Abberufung ins Rollen brachte. Er stand in dieser Angelegenheit jedoch unter Einfluss seines früheren Partners und damaligen Premiers von Québec, Joseph-Adolphe Chapleau.
Im November 1880 wurde Mousseau als neuer Präsident des Kronrates in die Bundesregierung berufen und brachte es im Mai 1882 zum Staatssekretär. Premierminister John Macdonald hatte Chapleau eigentlich schon für den Wechsel nach Ottawa vorgesehen, am 31. Juli 1882 kam es schließlich zum Ämtertausch mit Chapleau. Mousseau wurde neuer Premierminister Québecs, übernahm auch das Amt des Attorney General und den Vorsitz der Parti conservateur du Québec.
Aufgrund seines milden Wesens galt Mousseau eher als ein idealer Kompromisskandidat für den Übergang. Chapleau hatte mit seinem Abgang durch den Verkauf von Streckenabschnitten des Schienennetzes einen Riss in der Partei zurückgelassen. Dieser fiel nun auf Mousseau, der als Chapleaus Schatten galt, zurück. Es gelang ihm nicht, diese Spaltung zu überbrücken, was ihn bereits am 23. Januar 1884 dazu brachte, vom Amt des Premiers zurückzutreten. Seine Nachfolge trat John Jones Ross an. Mousseau wurde anschließend zum Richter für den Bezirk Rimouski ernannt, verstarb jedoch bereits 48-jährig im Jahr 1886 in Montreal an den Folgen einer Erkältung.